# Retablo de San Esteban Protomártir (Granollers)
El Retablo de San Esteban Protomártir es un antiguo retablo gótico que estuvo instalado en el altar mayor de la iglesia parroquial de San Esteban de la ciudad de Granollers. Se considera obra del taller de los Vergós con algunas tablas complementarias de Juan Gascó, posiblemente subcontratado por Vergós, y está datada del 1495-1500. El retablo fue desmontado en 1775 y reemplazado por uno nuevo procedente de la basílica de la Merced de Barcelona. A partir de ese momento, el retablo desmontado fue guardado en la casa parroquial de Granollers hasta comienzos del siglo XX, cuando pasó al Museo Nacional de Arte de Cataluña, donde se exponen catorce de sus tablas.
La temática narrativa del cuerpo principal está centrada en la hagiografía del santo con escenas de su vida y algunas relativas a narraciones posteriores a su muerte relacionadas con sus milagros. La iconografía de las tablas de la predela está dedicada al ciclo de la Pasión de Jesús. El estilo del retablo muestra una continuidad de la escuela de Jaume Huguet, de quien los Vergós fueron discípulos y colaboradores. De hecho, algunos historiadores han defendido la intervención del propio Huguet en algunas tablas.

## Historia
Aunque se desconoce la fecha exacta del contrato, la cronología más razonable sitúa el inicio del trabajo en torno a los años 1491-1493, cuando fue contratado por 500 libras a Pau Vergós, coincidiendo con la época en que el pintor también fue contratado, el 11 de mayo de 1493, para el retablo de los curtidores de la iglesia del convento de Sant Agustí Vell de Barcelona Cuando Pau Vergós murió en 1495, el trabajo se le propuso a su hermano Rafael, con la condición de que se podría cancelar el contrato si el retablo no gustaba a los jurados de Granollers. Rafael Vergós finalizó la pintura en 1500. El historiador José de Manjarrés fue el primero en emplazar la cronología a finales del siglo XV, y situar el origen primigenio en la iglesia parroquial de Granollers, construida en 1480.
El retablo estuvo instalado en el altar mayor de dicha iglesia de Granollers hasta que fue desmontado en 1775 y fue reemplazado por uno nuevo procedente de la basílica de la Merced de Barcelona, este último perdido debido a la destrucción del iglesia durante el transcurso la guerra civil española.
Algunas partes del retablo de Granollers participaron en la Exposición de Artes Suntuarias que se celebró en el edificio de la Universidad de Barcelona en septiembre y octubre del año 1877. En el catálogo de esta muestra, de más de 1500 obras y confeccionado por el historiador José de Manjarrés, se menciona la cesión de las pinturas por parte del «Cura-párroco y obra de Granollers», ya que la propiedad de los paneles era del municipio aunque se guardaran en la casa parroquial. Se presentaron ocho de las tablas del retablo, mientras que por separado se señala un «Camino del Calvario» y una «Natividad» de la misma cronología que el retablo —finales del siglo XV—, actualmente no localizada.

### Proceso de compra
El retablo fue propiedad del municipio de Granollers hasta que en 1917 el MNAC, tras una larga negociación, compró las catorce tablas que custodia actualmente. El proceso de adquisición fue muy laborioso, ya que la venta de los retablos tenía como finalidad la obtención de fondos para construir el hospital de Granollers: esto hizo que el precio fijado por sus propietarios fuera el más alto que nunca había tenido que afrontar la Junta de Museos de Cataluña. Tener que pagar un precio tan alto comportó numerosos problemas y obstáculos y que encajara en un presupuesto extraordinario municipal. La negociación comenzó en 1914, cuando después de tener noticias de la intención de vender las tablas del antiguo retablo gótico, la Junta dio orden a José Rogent para realizar las gestiones preliminares. En 1915, la junta de construcción del hospital pidió autorización al obispo para la venta de los retablos, y la comisión de adquisiciones de retablos se trasladó a Granollers para examinar in situ las tablas. La Junta de Museos era consciente de que la serie gótica estaba carente de piezas sustanciales y que este conjunto de catorce paneles podía ser de gran importancia. El vocal Manuel Rodríguez Codolà realizó un dictamen favorable en el que remarcó: «la importancia de recuperar una de las grandes obras de los Huguet», después de que se hubiera perdido el Retablo de San Antonio Abad, quemado durante la Semana Trágica, y también hizo considerar el interés por el gótico, —un estilo que había sido olvidado— y que un cambio de ideas en el mundo del arte y los descubrimientos científicos empezaban a sacar del desconocimiento.
Se acordó consignar en el presupuesto una cantidad máxima de 125 000 pesetas para su adquisición, aunque la primera oferta que se hizo a los propietarios fue de cien mil pesetas. Junto con las tablas de Granollers iba incluido un retablo gótico de seis paneles con la vida y martirio de  San Sebastián con una predela de cinco divisiones que contenía una representación de Jesús y los instrumentos de la Pasión, un obispo, san Roque y una escena de martirio. El precio estimado por el párroco de Granollers fue de ciento cuarenta mil pesetas, una cantidad superior a la prevista que obligó a la Junta de Museos a reajustar la dotación presupuestaria pedida a la comisión municipal de hacienda, situándola en ciento cincuenta mil pesetas, por contar con un margen suficiente para una posible desviación. Una vez conseguido el acuerdo con el rector y el visto bueno de la nunciatura para la venta, sin embargo, la propuesta económica defendida en el Ayuntamiento de Barcelona por el concejal arquitecto Manuel Vega i March no contó con la financiación suficiente, y se acordó aplazarlo para un próximo presupuesto extraordinario. El párroco de Granollers no aceptó la entrega de las tablas antes de percibir el importe. La Junta de Museos intentó interceder mediante el obispo para lograr convencer al rector de la entrega a cambio de un compromiso de pago y de un anticipo de la operación. De nada sirvieron estas acciones, ya que el párroco de Granollers que había sostenido todas las negociaciones fue trasladado a la Basílica de Santa María del Mar en 1916 y se desvaneció la posibilidad de acceder a las tablas sin contar con el presupuesto extraordinario solicitado, que consiguió al año siguiente. Pero cuando, en octubre de 1917, se disponían a firmar el acuerdo el obispo Enrique Reig Casanova con el alcalde accidental Lluís Duran i Ventosa, el Ayuntamiento de Granollers se opuso al acuerdo por discrepancias en el destino que debía tener el dinero, ya que quería que una parte fuera dedicada al mantenimiento del hospital y no sólo a la construcción. Este asunto, ajeno al contrato principal, fue un obstáculo, y después de convencer a la Dirección General de Beneficencia del gobierno de Madrid sobre el interés de la transacción, por fin se incorporaron al museo y fueron expuestos oficialmente el 3 de marzo de 1918.

## Autoría
El retablo fue realizado en el taller de la familia Vergós, si bien la autoría específica ha sido motivo de muchas propuestas interpretativas de un grupo de estudiosos como Salvador Sanpere y Miquel (1906 y 1915), Josep Gudiol y Cunill (1915), Benjamin Rowland (1932), Chandler R. Post (1938), José Gudiol Ricart (1946, 1955, 1956), José Gudiol Ricart con Santiago Alcolea Blanch (1987) o Margarita Tinto (1990). Sin embargo, es conocido que el retablo fue contratado a Pau Vergós el 1495, quien lo empezó, continuado a su muerte por su hermano Rafael hasta el 1500. Consta documentalmente que el 30 de julio de 1495 Rafael cobró 25 libras a cuenta de las que le correspondían por su intervención, y que el 3 de marzo de 1500 pagó al batihoja Pedro Rossell 54 libras y 4 sueldos por el pan de oro, de las 60 libras que el municipio de Granollers le debía. Su delicada salud impidió que lo terminara antes de morir en 1500. Aunque el trabajo estaba bastante avanzado, tuvo que intervenir el padre de los dos pintores, Jaime Vergós II, según se desprende de un recibo fechado el 4 de mayo de 1500 en el que reconoce haber cobrado 5 libras y 16 sueldos del municipio de Granollers y se da por finalizado el trabajo.
Por la forma de trabajo de los talleres de la época es difícil atribuir el retablo a un único artista. En el caso de los Vergós no hay ninguna obra en la que no hubiera participado más de un miembro de la familia, lo que dificulta diferenciar entre estilos personales. La atribución más consensuada la realizaron en 1978 José Gudiol Ricart y Santiago Alcolea Blanch, que agruparon las diferentes tablas por similitudes estilísticas:
- El primer grupo estaría formado por las cuatro tablas del ciclo de la Pasión de Cristo: el Calvario del coronamiento de la calle central, la Santa Cena, la Oración en el Huerto de Getsemaní y El camino del Calvario de la predela. Su autor manifiesta una dependencia considerable de los esquemas compositivos de Huguet, ya remarcada anteriormente. Lo confirmaría una simple comparación del Calvario de Granollers con la tabla homóloga del Retablo de San Antonio Abad, o las de las Santa Cena y Camino del Calvario con las homólogas del Retablo de San Agustín de Jaume Huguet. Esta verosimilitud hizo que Gudiol hubiera considerado que el retablo se había iniciado en el taller de Huguet. Como la costumbre de la época era que la predela y la mesa principal fueron las tablas que formaban parte de la primera entrega, se puede atribuir este conjunto a Pau Vergós, el contratista del retablo.

- El segundo pintor sería el autor de la tabla con la doble escena de San Esteban neonato abandonado y ordenado diácono, un recurso compositivo similar al que Huguet usó en El exorcismo de la hija del rey de Barcelona por mediación del magnate Andreu del retablo de San Antonio Abad. Es una pieza de calidad que Gudiol también situó cerca de la escuela de Huguet y, según él, podría ser obra de la mano de Pau Vergós. Sin embargo, la tabla de La exaltación de San Esteban guarda bastante semejanza de estilo con esta, aunque la ejecución sea un poco menos cuidadosa y con una composición de esquemas convencionales y estereotipados similares a la misma escena del Retablo de la Doma de La Garriga, donde ocupa el lugar central. Asumiendo que este grupo lo formaran estas dos tablas, el autor podría ser Rafael Vergós o, por lo menos, podría ser que fuera el autor principal junto con Pere Alemany y Francesc Mestre, con quienes mantenía una conocida asociación. Este hecho, explicaría las pequeñas desigualdades de ejecución observadas entre ellas.[9]

- El tercer grupo estaría formado por la Suplantación de San Esteban neoanto por el diablo y Exorcismo de la princesa Eudoxia, dos paneles de gran homogeneidad de estilo. Los acabados son de una gran riqueza y manifiestan la madurez de su autor que recoge con precisión los brocados y los tejidos de lujo, los pavimentos alicatados, los muebles y otros objetos accesorios que acompañan a los personajes de la escena. Por el contrario, el autor parece desconocer las técnicas de la perspectiva con un único punto de fuga que a finales del siglo XV ya se difundían entre los pintores catalanes. Este hecho hace pensar a los historiadores que podría tratarse del padre, Jaume Vergós II.

- El cuarto grupo de tablas está formado por la Descubrimiento del cuerpo de San Esteban y la Liberación de Galceran de Pinós. Su autor parece menos experto y con poco cuidado en los detalles. Ahora bien, a diferencia del anterior, este parece estar más al día de las innovaciones técnicas y, en concreto, la utilización del punto de fuga —claramente identificable en la tabla de Galceran— para resolver la sensación perceptiva de fuga de todas las líneas ortogonales al cuadro, las cuales definen la cárcel con la torreta del fondo y las del pavimento embaldosado como un damero, comprendido el bloque cúbico donde se sienta el soldado sarraceno. El procedimiento aplicado a la pintura es una versión más artesanal y parcial de la perspectiva renacentista italiana, las primeras bases científicas de las que ya había experimentado Filippo Brunelleschi (ca. 1410-1420) y estableció por escrito Leon Battista Alberti (1435). Algunas versiones de estos trabajos tuvieron amplia difusión en los talleres norte-europeos a finales del siglo XV. En Cataluña llegaron alrededor de 1490 en pinturas que probablemente eran obra de un maestro nórdico. De ahí se extendió al resto de obradores de pintores locales, el primero de los cuales podría ser el autor de la tabla de La liberación de Galceran de Pinós. No queda clara la identificación de este autor,[10] si bien la historiadora Rosa Alcoy aventura que podría ser una intervención del Maestro de Castelsardo el cual terminó el retablo de San Vicente de Sarriá, empezado por Huguet.[11]

- El quinto grupo de tablas reúne cuatro pinturas de configuración perfectamente homogénea que estaban emplazadas en los guardapolvos laterales del retablo y que representan los profetas Abraham, Moisés, David e Isaías. El análisis estilístico realizado por Josep Gudiol Cunill en 1946 situó la autoría de estas tablas a Juan Gascó, aunque ni los documentos ni la historiografía no habían relacionado nunca su nombre con el retablo de Granollers ni con el entorno los Vergós. Gascó, pintor de origen navarro que estableció su taller en Vich en 1503, contrató en 1513 el Retablo de San Pedro de Vilamajor con cuatro profetas «según esta pintado en el retablo de Granollers», tal como exigía el contrato. Esta intervención de alguien no vinculado al taller Vergós confirma la idea de que, tras la muerte de Pau Vergós, Rafael y Jaume Vergós confiaron parte de las pinturas a colaboradores que no eran habituales de su taller. Son, además, uno de los primeros trabajos catalanes de Gascó quien, hacia el 1500, había llegado hacía poco a Barcelona y, por tanto, contactaba con los ambientes del oficio y con la tradición pictórica catalana a través del taller de los Vergós.[10]

## Estructura

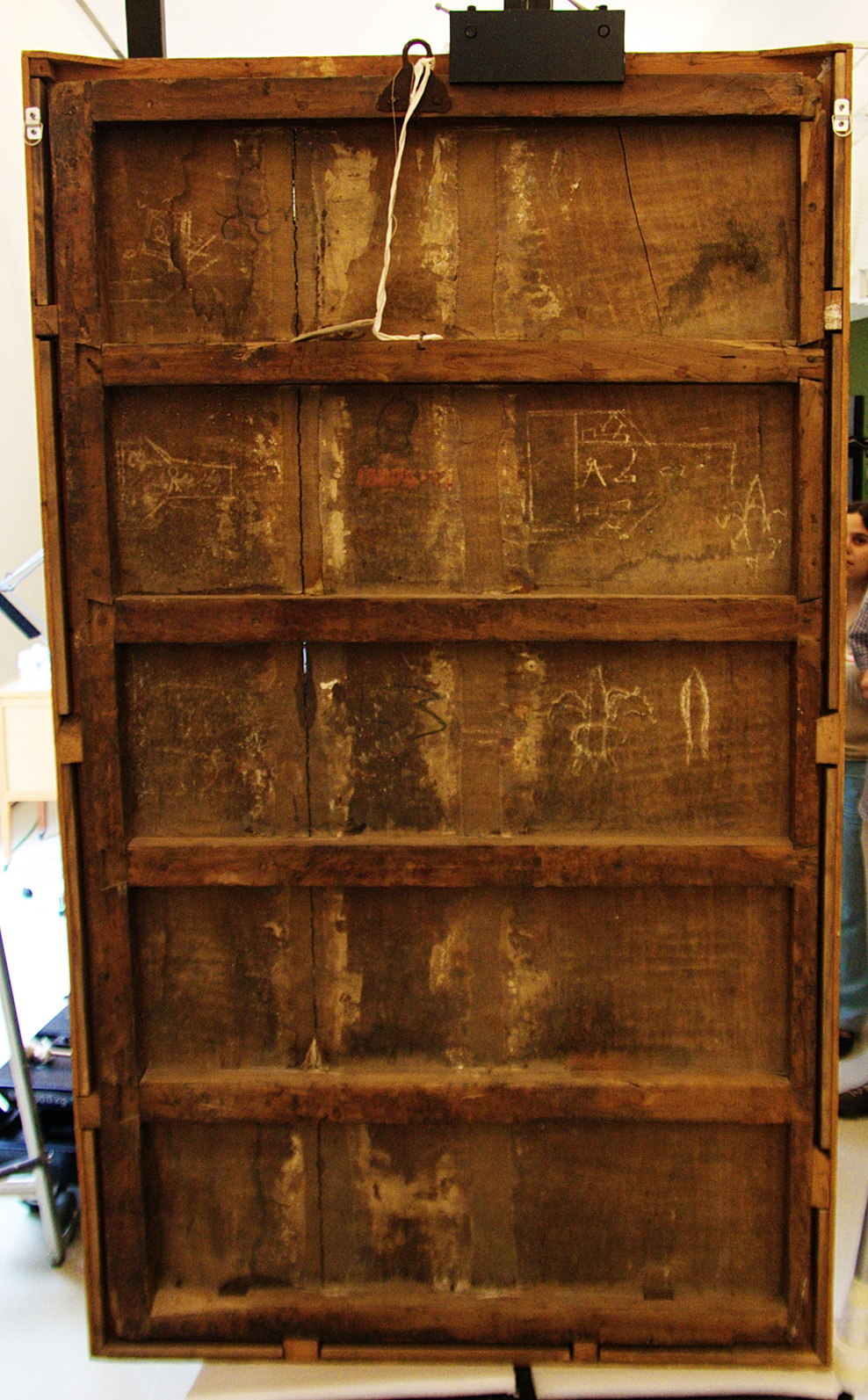
Visión posterior de una de las tablas.

A pesar de no contar con documentación sobre el retablo, se ha podido deducir el aspecto del conjunto por analogía con los patrones estilísticos de la época. Destaca la interpretación de Francesc Ruiz Quesada, que propone un retablo de cinco calles más predela y guardapolvos. En la calle central se habría ubicado el Calvario en la parte del ático, debajo del cual habría habido probablemente una talla exenta del santo y más abajo, separando la predela en dos bloques, un espacio donde ubicar el sagrario. A los lados habría tenido dos puertas para acceder al trasaltar.
Las otras cuatro calles estarían construidas por ocho tablas (de las que se conservan seis) dedicadas al ciclo figurativo de San Esteban. La predela, dedicada a la Pasión, estaría formada por cuatro tablas separadas en dos bloques de las que hoy se conservan tres. Por último, el guardapolvo habría hospedado cuatro tablas con imágenes de los profetas.
En cuanto al trabajo de carpintería, obviamente ha perdido la estructura que conformaba el cuerpo del retablo. El soporte de madera de cada una de las tablas lo forman tres o cuatro tablones verticales de más de un centímetro de grosor, enmarcados y con maderas traveseras que unen los laterales del marco evitando que este se abra, al mismo tiempo que sujeta las tablas por varios puntos.

## Descripción de las tablas
Desde el punto de vista estilístico, las tablas del Retablo de San Esteban ejemplifican un fenómeno de repetición de algunos de los modelos compositivos que ya se encuentran en obras anteriores contratadas por Jaume Huguet.
José de Manjarrés las incluyó dentro de un grupo de trabajos que, según él, podrían pertenecer a las «(...) primitivas escuelas del Rin, tanto si son obra de artistas extranjeros o quizás de indígenas inspirados en el extranjero», en una referencia implícita a la influencia del flamenquismo tardío. Se sabe que los catorce tableros, que han subsistido, no corresponden a una sola mano, sino que responden a dos momentos diferenciados: el primero protagonizado por los Vergós, pintores a quien se atribuye la mayor parte de la obra, y un segundo que tiene como responsable a Juan Gascó, que completó el conjunto con un guardapolvo con figuras de profetas.

### Escenas de la vida de san Esteban
El grupo de tablas centrales representan seis escenas relacionadas con san Esteban, las cuales, como también se puede ver en retablos dedicados al mismo santo, representaban en imágenes los escritos más importantes o más en boga sobre el santo. A finales del siglo XV se acostumbraba a mezclar episodios inspirados en los textos canónicos de las Sagradas Escrituras, vinculados a la doctrina tradicional y oficial de la Iglesia, junto con creaciones imaginativas y espontáneas de la literatura devota, con formas narrativas y contenidos de amplio consumo popular.
Así las representaciones retaulísticas de la vida, exaltación y milagros de san Esteban producidas durante la Baja Edad Media remiten indistintamente a los Hechos de los Apóstoles —en concreto, AC 6:5-8—, y a otros materiales literarios de procedencia y significación variada. Una de estas fuentes era la biografía medieval Vita fabulosa sancti Stephani protomartyris que era conocida por dos diferentes versiones escritas: la más antigua y fantasiosa del manuscrito de la Biblioteca de Montecassino, del siglo XI, y la más contenida y culta del manuscrito de la Biblioteca de San Marcos de Venecia, del siglo XV. Otra fuente en la que se inspiran las escenas de este retablo puede derivar de la Leyenda áurea, de gran difusión en la época, escrita por Jacopo da Varazze en el siglo XIII y que incluye dos capítulos sobre el protomártir. En Cataluña también fue muy popular una pintoresca narración relacionada con san Esteban: la llamada leyenda de Galceran de Pinós, que se encuentra representada dentro del retablo.

#### Nacimiento de san Esteban

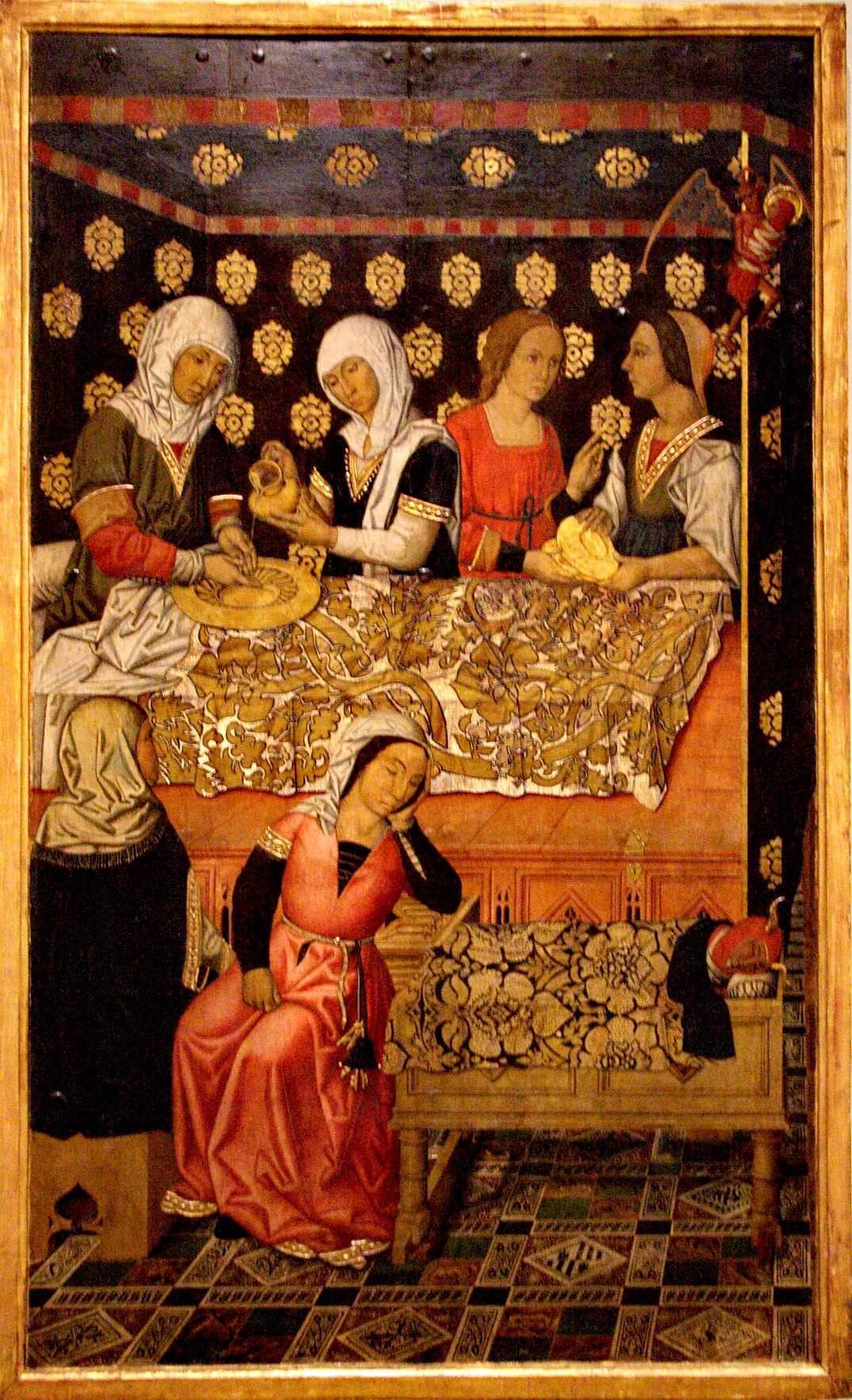
La Suplantación de san Esteban neonato por el diablo.

La tabla ubicada en el piso superior de la primera calle, empezando por la izquierda, se referida al episodio del nacimiento del santo, o, más exactamente, con el de la Suplantación de san Esteban neonato por el diablo, un episodio proveniente de la Vita fabulosa sancti Stephani protomartyris del códice de Montecassino.
En ella se narra que justo después del nacimiento del santo en Galilea, en casa de sus padres Antíoco y Perpetua, fue secuestrado por Satanás, quien se llevó el bebé de la cuna dejando en su lugar un diablo. La suplantación de un niño por un diablo fue un tema bastante extendido en la literatura «diabólica» en la Edad Media y se puede encontrar relacionada con personajes heroicos y con santos como Bartolomé el Apóstol.
La escena presenta una sala de una casa acomodada de la época, con buen mobiliario, ricas telas y un suelo de baldosas vidriadas policromadas. Acompañan a la parturienta cuatro mujeres, un hecho que remarca la condición acomodada de la familia. El diablo, situado en el ángulo superior derecho con el bebé bajo el brazo, ha aprovechado la siesta de la niñera, representada por la ama de llaves que lleva el haz de llaves y que está apoyada sobre la cuna, para dejar el pequeño demonio suplantador con cuernos, mientras que el verdadero Esteban luce un nimbo en su cabeza.

#### San Esteban neonato abandonado y ordenado diácano
La segunda tabla —piso superior del segundo calle— incluye dos episodios cronológicamente distantes en la misma pintura. Representan escenas de la juventud y formación del santo y provienen de la Vita fabulosa sancti Stephani protomartyris, como en la tabla anterior.

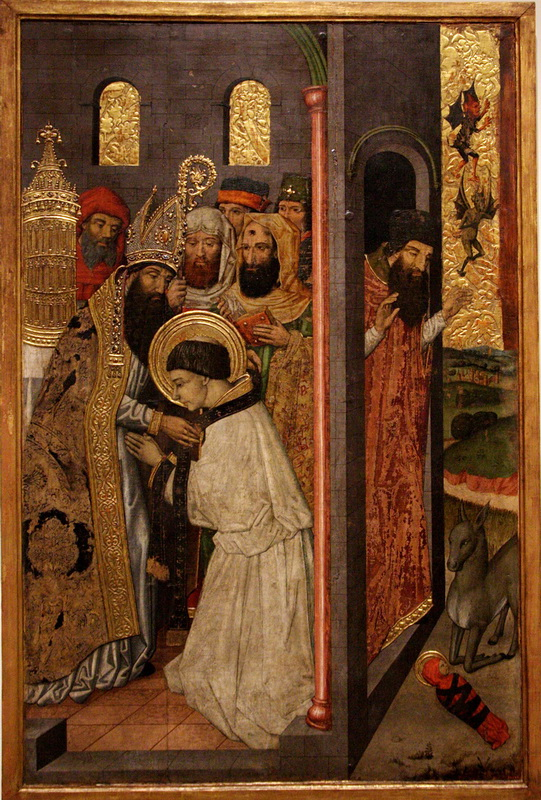
San Esteban neoanto abandonado y ordenado diácono.

En el lado derecho de la imagen se representa el pasaje El neonato San Esteban es abandonado por los diablos en el umbral de la casa del obispo Julián, una imagen en el exterior del edificio con la representación de un paisaje donde se respeta la perspectiva y en el que se observa un castillo al final de un camino zigzagueante. Volando, en medio del encuadre y perfilados sobre el cielo dorado, hay dos diablos que acaban de abandonar el bebé en la puerta de la casa del obispo Julián quien, situado en el quicio, muestra sorpresa con el descubrimiento. Julián piensa que es una estratagema diabólica, pero Dios envía una cierva con el don de la palabra que amamanta al bebé y convence a Julián que no es ninguna trampa. La interpretación varía ligeramente entre las dos versiones de la biografía medieval. En la edición veneciana, los demonios trasladan a san Esteban desde Galilea al reino de Troya para dejarlo en la casa de un prelado judío llamado Julián. Por el contrario, la versión de Montecassino el personaje es un obispo, un hecho anacrónico ya que en la época de san Esteban la figura del obispo todavía no existía.
Cabría, sin embargo, otra interpretación, si se considera la figura del obispo como una simbología de un «prelado judío» versionado para los observadores del siglo XV, al igual que los ambientes y las vestimentas son contemporáneas y no contextualizadas al momento que representan. La figura del obispo para representar a un sacerdote judío ya había sido empleada por Huguet en la tabla del Calvario de los retablos de San Miguel del gremio de los Tenderos y el de los santos Abdón y Senén. Una imagen que se encuentra en otros pinturas de Lluís Borrassà, Joan Mates y Bernat Martorell.
La interpretación podría venir avalada por otros signos que aparecen en la tabla como los dos personajes con velo en la cabeza situados detrás del santo, que podrían pasar por judíos, de hecho, el mismo Julián del episodio anterior en la puerta de casa también lleva una pieza en la cabeza de inspiración judía. Así mismo, el tabernáculo de altar detrás del obispo, representado en forma de estructura cilíndrica coronada por un pináculo con florón, evoca más un tabernáculo de los ritos judíos que no algún objeto litúrgico del culto cristiano.
Puertas adentro, a la izquierda de la tabla, se representa la escena de San Esteban es ordenado diácono por el obispo Julián, en el que el obispo que había adoptado el niño llamándolo Natanael y le había educado como si fuera hijo suyo, le ordena diácono delante de otros personajes. Otra vez esta escena es hagiogràficament incorrecta, por no existir los obispos y porque san Esteban fue ordenado diácono junto con otros seis jóvenes por los mismos apóstoles, tal como se recoge en los Hechos de los Apóstoles AC 6:1-6.

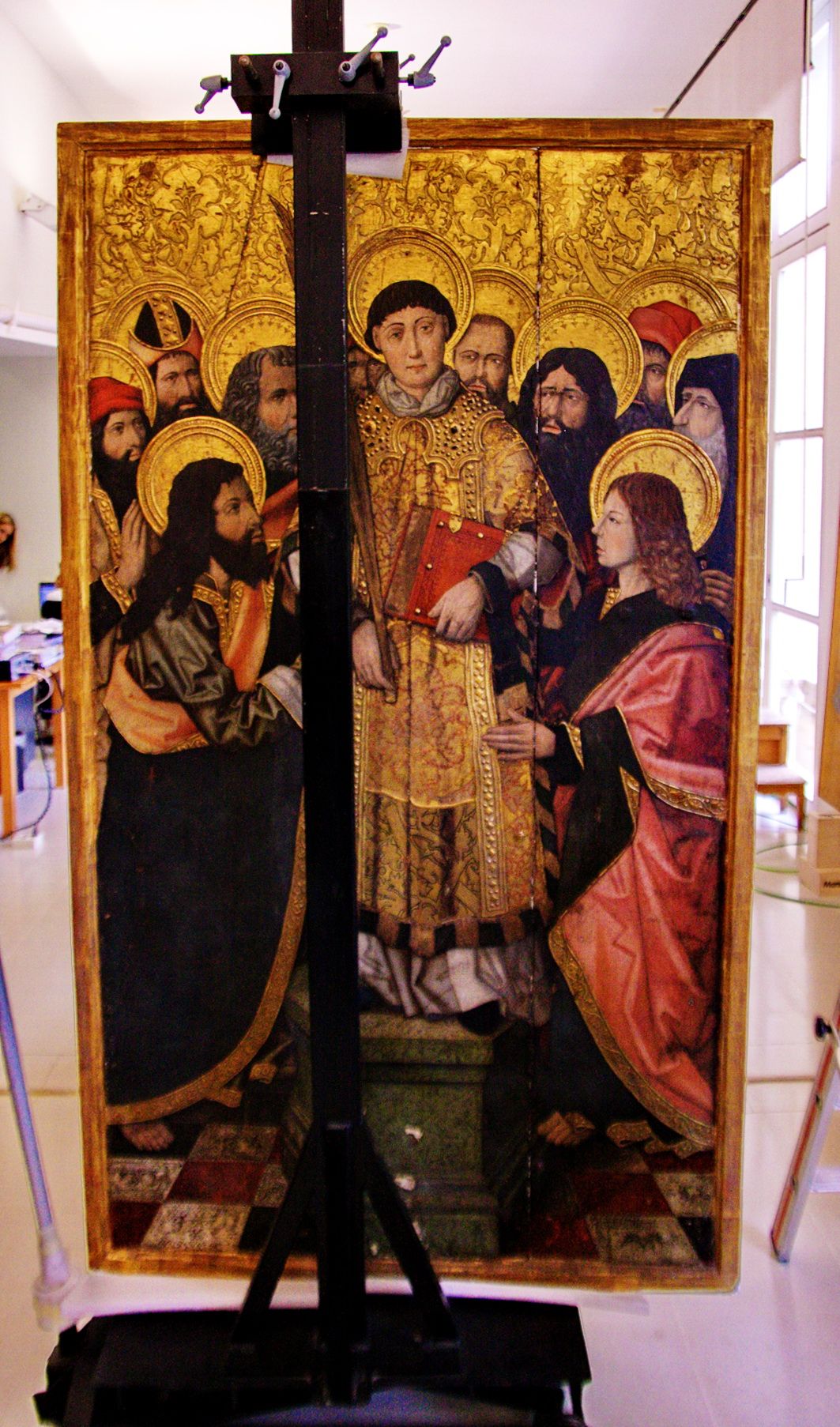
Exaltación de san Esteban, durante la restauración el 2012.

La escena inicia y cierra todo el periodo formativo del santo en una única tabla, una técnica que Jaume Huguet] había utilizado en su Retablo de San Antonio Abad, destruido en 1909, durante la Semana Trágica.

#### La exaltación de san Esteban
Esta tabla, que estuvo situada en el piso superior y en la segunda calle a la derecha, representa a san Esteban encima de un pedestal, revestido con la dalmática diaconal, con un manípulo en el brazo izquierdo y portando los atributos del libro de los Evangelios y de la palma del martirio. Está rodeado por diez apóstoles, de los que recibe homenaje, algo infrecuente en los ciclos dedicados al santo, a excepción del Retablo de la Doma de La Garriga, donde esta escena ocupa el compartimento central. La pintura del ciclo de Granollers no ilustra ningún episodio narrativo preciso sino sólo una situación «simbólica» relacionada con la preeminencia de Esteban, «varón lleno de fe y del Espíritu Santo» AC 6:5-8, entre los siete miembros de la comunidad elegidos para ser los primeros diáconos. El autor quiere indicar sin equívocos la conexión fundamental del santo con el colegio apostólico.
En la parte posterior de este panel hay una serie de dibujos y bocetos: herramientas de carpintero, un busto masculino visto de lado y lo que parece el diseño de la punta de un pináculo.

#### Descubrimiento del cuerpo de san Esteban

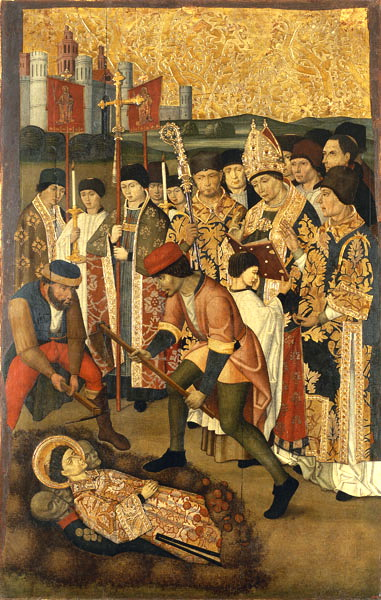
Descubrimiento del cuerpo de san Esteban.

Este plafón se habría ubicado en el piso inferior de la segunda calle de la derecha y representa el descubrimiento (en latín inventio) del cuerpo del santo.
La escena se recoge en los textos de la Leyenda áurea de Jacopo da Varazze correspondiente al capítulo titulado El encuentro del cuerpo de san Esteban, un ciclo que recoge antiguas narraciones sobre los milagros del protomártir y la prodigiosa peripecia de sus reliquias. La fantasiosa historia del hallazgo de sus restos describía que, una vez san Esteban murió en manos de los judíos, lapidado por  blasfemo con la aprobación del joven Saulo de Tarso, futuro san Pablo, su cuerpo no fue enterrado y quedó expuesto a la depredación de los animales. Un cristiano devoto, Gamaliel, lo enterró en una sepultura que poseía y donde más tarde sería enterrado él mismo y sus hijos Nicodemo y Abbi, sin quedar ningún rastro del lugar de enterramiento de Esteban.
Cuatrocientos cien años más tarde, Gamaliel se apareció a un sacerdote llamado Luciano de Cafargamala, quien vivía cerca de Jerusalén y le contó el lugar donde podía encontrar el cuerpo de san Esteban y cómo identificar mismo. Encontraría dos vasos de or con rosas rojas junto al santo, dos vasos de oro con rosas blancas junto a Gamaliel y Nicodemo y un vaso de plata junto a Abbi. Tras sucesivas apariciones, Luciano se dirigió al obispo Juan de Jerusalén. Fueron en comitiva hasta el lugar de la sepultura en Cafargamala donde encontraron e identificaron cada uno de los cuerpos. La imagen recoge el momento del descubrimiento por parte del obispo. Las vestimentas y los objetos litúrgicos son contemporáneos del siglo XV y propios de una procesión pontifical de la época. El santo, en primer plano, con nimbo y en un estado absolutamente incorrupto a pesar de haber pasado 300 años, tiene a sus pies las rosas rojas descritas por Gamaliel.

#### Liberación de Galceran de Pinós

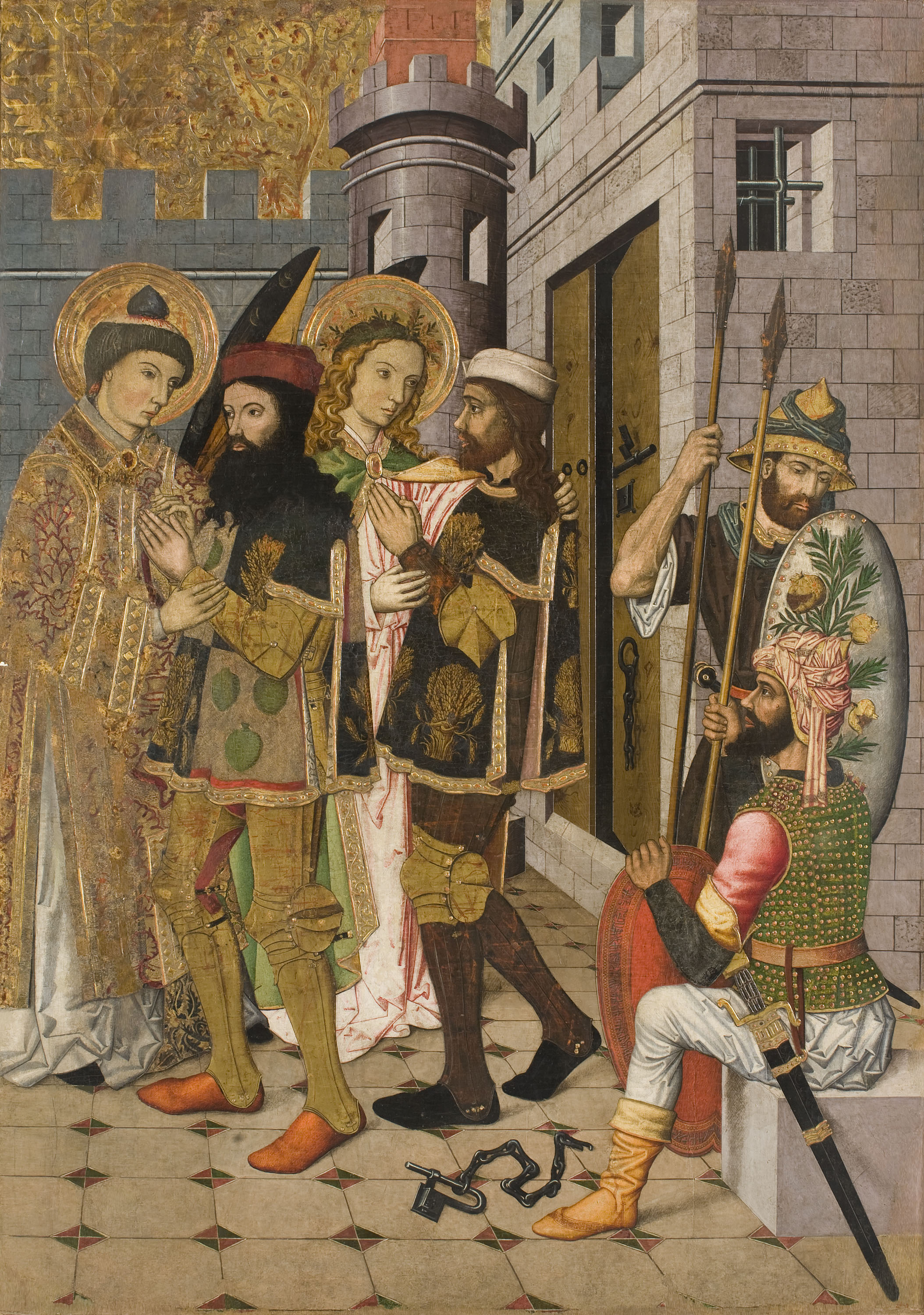
Liberación de Galceran de Pinós en un almacén del MNAC.

La tabla de la Liberación de Galceran de Pinós se sitúa históricamente en 1147. Es, por tanto, muy posterior al resto de las escenas, ya que no hace mención a la vida del santo sino a un milagro suyo. Se supone que habría sido ubicada en el piso superior de la calle derecha del retablo.
A partir de una fuente literaria de narraciones antiguas catalanas, se recoge esta leyenda ambientada en la expedición y conquista de Almería en tiempos de Ramón Berenguer IV, que culminó el 11 de octubre de 1147. El relato contaba la fantástica historia del noble Galceran II de Pinós y del caballero de Santcerní, que fueron prodigiosamente liberados de la prisión sarracena por intervención de san Esteban y san Genís sin haber tenido que entregar el costoso rescate exigido por el rey de Almería y Granada, que incluía cien doncellas de la baronía de Pinós. Parece que la tradición oral de la leyenda quedó fijada por escrito hacia la segunda mitad del siglo XIV en el monasterio cisterciense de Santes Creus, lugar de sepultura de Galceran de Pinós. Quizás fue obra del monje y cronista del monasterio fray Bernardo Mallol († 1428), el cual sería el autor del manuscrito más antiguo de la leyenda, el códice 459 del Archivo Histórico Nacional de Madrid, que proviene de Santes Creus.
La pintura recoge el momento en que san Esteban y san Genís liberan los dos nobles catalanes de la prisión en medio del patio de una placa fortificada. Los guardas sarracenos, con una granada en su escudo alusivo al reino de Granada, tenían «perturbadas todas sus acciones», según el texto de la leyenda, y «no pudieron entrar, hasta después que el glorioso san Esteban había liberado de las cadenas al prisionero y sacado de dichas cárceles».
El pasaje de este milagro ya había sido tratado en el  Retablo de San Esteban del monasterio de Santa María de Gualter (Noguera), obra del 1385 de Jaume Serra que también se encuentra expuesto en el MNAC, representa, en una única escena, la liberación de Galceran por intercesión del santo —una vez rotas las cadenas—, y el beneficio derivado que supuso el no tener que entregar las cien doncellas, que en esta pintura asisten maravilladas al milagro. Esta imagen se centra en el personaje de Galceran y san Esteban, no recogiendo la presencia del caballero de Santcerní ni de san Genís.

#### Exorcismo de la princesa Eudoxia delante la tumba de san Esteban

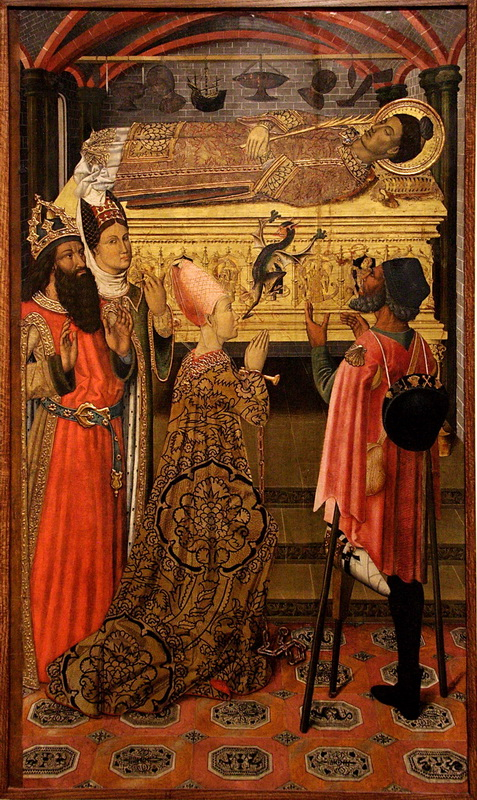
Exorcismo de la princesa Eudoxia.

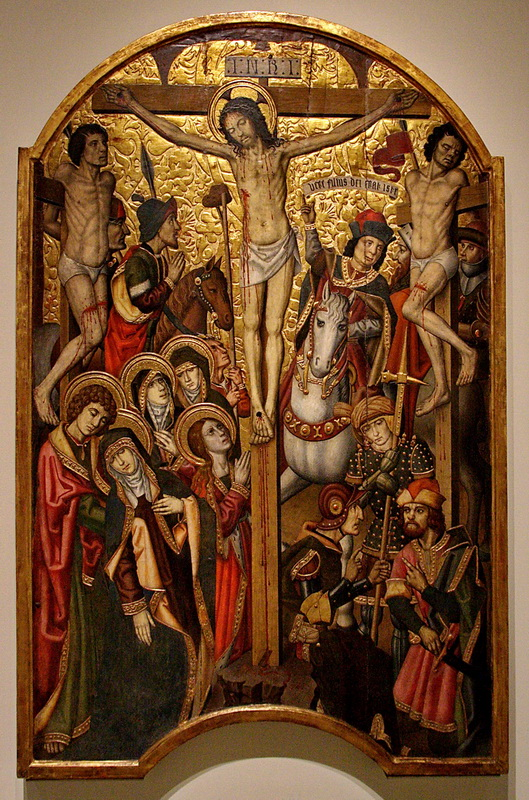
El Calvario.

Es cronológicamente la última tabla de la vida del santo y se habría ubicado en el piso inferior de la calle derecha. Está basada en el ciclo medieval sobre «el descubrimiento del cuerpo de san Esteban» de la Leyenda áurea y en concreto sobre uno de los episodios del traslado de los restos del santo hasta Roma, un destino apropiado para al protomártir para que reposaran junto al compañero de martirologio, el también diácono y mártir  san Lorenzo.
La historia describe como el santo había sido enterrado dentro de un oratorio construido en Jerusalén por el senador Alejandro de Constantinopla donde él mismo sería enterrado junto al santo. Siete años más tarde, Juliana, la viuda del senador, quiso trasladar los restos de su marido a Constantinopla y se confundió trasladando las del santo. Después de un viaje muy accidentado por mar, donde los diablos intentaron hacer naufragar la nave mientras denunciaban que el cuerpo trasladado era del protomártir, Dios envió un ángel que protegió el barco hasta su destino. Una vez en Constantinopla el cuerpo fue enterrado en una iglesia que la emperatriz bizantina Licinia Eudoxia había fundado y dedicado a la ciudad. La emperatriz fue poseída por el diablo, quien advirtió que no saldría de su cuerpo hasta que el cuerpo de Esteban no fuera trasladado a Roma. Cuando su padre, el emperador Romano de Oriente Teodosio II, supo del hechizo ordenó el traslado inmediato del cuerpo a Roma junto a san Lorenzo y fue en peregrinación con su mujer y su hija Eudoxia hasta Roma donde la princesa quedó liberada de la posesión demoníaca. La escena capta este momento en que la princesa acompañada por sus padres, a la derecha, se libera del diablo que abandona su cuerpo arrojado por la boca, mientras unas cadenas que la princesa llevaba en las muñecas, simbolizando su posesión, se rompen y caen al suelo.
El nuevo emplazamiento de los restos, fue lugar de peregrinación y de curaciones milagrosas de enfermos. Un hecho que el pintor quiere reflejar en la escena donde muestra una decoración llena de exvotos y un personaje lisiado y con muletas al lado derecho que representa un peregrino, reconocible por la vieira. A su sombrero lleva unas llaves de san Pedro, símbolo de la estancia en Roma, donde se encuentra la tumba.

#### Calvario
La tabla que ocupaba el cenit del retablo, en la calle central por encima de una supuesta talla de san Esteban, era el Calvario. En los retablos del siglo XV y, muy especialmente los de Jaume Huguet y la familia Vergós, esta tabla ocupaba siempre el ático de la calle central. La composición guarda muchas similitudes con el Calvario del desaparecido Retablo de San Antonio Abad de Huguet. Al pie de la Cruz, a la izquierda de la escena, las figuras de las tres Marías, más la Virgen sujetada por San Juan Evangelista. Detrás de este grupo, un soldado acerca la esponja con hiel a Jesús y aún más atrás, se ve, montado a caballo, a Longino con la lanza, el soldado arrepentido que se convertiría, ya se muestra en actitud orante ante Jesús. Una filacteria recuerda su frase vere homo hic Filius Dei erat (Verdaderamente este hombre era Hijo de Dios).Mc 15:39 Al lado derecho de la composición hay en primer plano un grupo de tres soldados jugando a dados y detrás de ellos, uno de los príncipes de los sacerdotes, que se describen en tres de los evangelios canónicos, increpando a Jesús crucificado. Una imagen que se encuentra en otras pinturas de Joan Mates, Bernat Martorell y el mismo Huguet. Los personajes visten ropas ricas y contemporáneas de la época de la pintura. El cielo es dorado.

#### Otras tablas
Según la propuesta de reconstrucción de Ruiz Quesada, faltarían dos tablas que se situarían en el piso inferior de las dos calles de la izquierda, si bien no existe ninguna documentación que pueda confirmarlo.
Sin embargo, teniendo en cuenta las escenas habituales en los retablos y otros ciclos figurativos sobre el protomártir, se puede asumir que las tablas podrían haber contenido escenas de la vida de san Esteban que no se han preservado. Las posibles escenas habrían sido representaciones de episodios narrados en los Hechos de los Apóstoles que se consideran fundamentales en la hagiografía del personaje: La disputa de san Esteban con los fariseos en la Sinagoga o bien La presentación de san Eesteban delante del Sanedrín y sobre todo, Lapidación de san Esteban, es decir, su martirio, que aparece en retablos próximos y del mismo taller, como, por ejemplo, el de La Doma de La Garriga.
Otro ejemplo de estas escenas se puede observar en el Martirio de san Esteban, un fresco para la iglesia de la Santa Croce de Florencia que realizó Bernardo Daddi en 1324 y donde recoge en una misma composición yuxtapuesta las escenas del sanedrín y la de la lapidación. En el MNAC también se conserva otra Lapidación de san Esteban perteneciente a las Pinturas de San Juan de Bohí.

### Predela
La iconografía de las tablas de la predela está dedicada a la Pasión de Jesús: Santa Cena, Oración en el Huerto y Camino del Calvario.
La composición de la primera tabla, la Santa Cena evoca la pintura homóloga de Jaume Huguet del gran retablo de San Agustín del convento de Sant Agustí Vell de Barcelona (1463-1486), actualmente en el MNAC. La segunda tabla corresponde al pasaje de la Oración en el Huerto de Getsemaní, también en el MNAC. No se conoce la tercera tabla de este ciclo que por analogía y simetría iconográfica del retablo, se piensa que debía corresponder a la Flagelación de Cristo o un Ecce Homo. El último panel estaría dedicado a El camino del Calvario, un tema también tratado por Huguet el Retablo de San Agustín y con el que guarda gran similitud.

### Profetas
Los guardapolvos laterales del retablo contenían cuatro tablas, de menores dimensiones que el resto, con imágenes de profetas que han sido atribuidas a Juan Gascó, pintor con taller en Vich de finales del siglo XV. Hay constancia de la situación de estas tablas gracias al contrato del Retablo de San Pedro de Vilamajor encargado al mismo pintor el 2 de febrero de 1513. En el contrato se le fijaba el compromiso de tomar por modelo, precisamente, los cuatro profetas de Granollers. A pesar de que ese retablo fue destruido en 1936, las fotos existentes muestran tablas similares con cuatro profetas.
En concreto, en cada una de las tablas de Granollers se encuentran representados, reconocibles por inscripciones en la filacteria que portan:
- David (220 x 69,5 cm), con la inscripción "David profeta. De fructu ventris tui podam super sedem tuam" (David profeta. De tu descendencia pondré sobre tu trono.) Psalm 132:11
- Moisés (219 x 55 cm), con la filacteria que dice: "Moises profeta. Vidit rubum quam ardebat et non comburebatur". (Moisés profeta. vio que la zarza ardía en fuego, y la zarza no se consumía.) Ex 3:2
- Abraham (242,5 x 75 cm), que porta la inscrupción: "Abram profeta Tres vidit et unum adoravit scilicet Deum" (Abraham profeta. Vio tres hombres y adoró a uno solo, es decir Dios) Gn 18:1-4
- Isaías (236 x 74,1 cm), con una leyenda que dice: "Esaies profeta. Ecce virgo concipiet et pariet filium" ( Isaías profeta. He aquí que la virgen concebirá, y dará a luz un hijo) Is 7:14